# 山葉FZ150
YAMAHA FZ150是由台灣山葉機車公司所製造販賣的摩托車，又稱FZ及FZ2，車種代號為3YB。

## 概要
山葉FZ150為台灣山葉機車生產第一款四衝程具備了V型雙汽缸配置的摩托車，採用了雙樑翼型式車架、直徑33毫米前雙叉減震器及中置多連桿式後減震器、268毫米單碟式煞車及後鼓式煞車、17英吋鋁合金鑄造前後輪框，為台灣山葉機車在20世紀最後生產的一款街車風格摩托車。1991年最早引擎生產編號為3YB-0，1998年最終引擎生產編號為3YB-6。

## 研發設計歴史
車身、引擎設定大體上與同族系YMT FZR150一樣，採用同樣設定引擎與車架，但傳動設定、懸吊、後鼓式剎車、車架、車殼，街車的高把手低腳踏讓騎姿略有異處，但整體車身營造的回饋感受差異不大。

## 引擎設計
1989年台灣山葉機車選擇以海外山葉XV250之引擎為參考藍本，並且委由日方協助重新設計一款專用的氣冷V型雙缸引擎，（改善了原族系引擎曲軸平衡、半球型燃燒室、曲軸柄形狀、高角度凸輪軸並且加大散熱鰭，此番重新設計讓新引擎轉為高轉動力輸出引擎，此款引擎於1987年設計完成）再加上重新設計的密齒比六檔變速箱及高扭力的一次減速比，設定為帶有運動性格的傳統街車。

## 供油系統設計
搭載跑車級別4.5L大型集氣盒與配置有加速泵的Mikuni特製BDS26下吸式負壓雙化油器，供油系統為直線補給油氣，讓燃油阻力低流速上限能更高。雙喉供油與大型集氣盒，能給引擎穩定且低溫高密度的穩定油氣壓，除了讓引擎各狀況都能穩定運作更可提升燃油效率，達到引擎性能與降低油耗。

## 車款沿革
初代外型設計方面以日本山葉SRX400 （页面存档备份，存于）及TZR125 （页面存档备份，存于）的外型作為參考，從而打造出FZ150這台街車風格明顯的摩托車。

## 一代FZ150
第一代YMT FZ150上市時間為1991年。除了新設計的胸蓋、下擾流、較低的腳踏座與置於上三角台上方的高分離把座。座椅整合為一體型(側殼也配合椅墊做了小修改)並加大了辨識度更高的方向燈，煞車變更為盤徑較大的前268公厘單碟煞與後煞改為鼓式之外，外型幾乎相同於除去整流罩的FZR150。大燈為七吋單圓燈，燈面為全玻璃式而不是塑膠材質，儀表則取材於日本YAMAHA SRX400，為僅有速率表無油量計的單錶設計。

### FZ150（機型編號3YB）
- 尺寸及外觀：
  - 全長：1,960 公釐
  - 全寬：765 公釐
  - 全高：1,070 公釐
  - 座高：761 公釐
  - 軸間距離：1,345 公釐
  - 最低地上高：140 公釐
  - 基本重量：141 公斤
  - 最小回轉半徑：2800 公釐
  - 車架型式：方管鐵質鑽石型車架(鐵製twin spar frame) 山葉DeltaBox專利，傾斜度：25.5°
  - 把手型式及位置：分離式/位於上三角台上緣
    - 左右平衡端子：外型較長，重量約395g，料號開頭：3YB

  - 大燈規格：單圓燈 60/55W /1 接頭規格：H4
  - 儀錶：速率錶 /1

- 引擎規格：
  - 引擎開始打刻號碼：3YB-000101
  - 引擎型式：單頂上凸輪(Single Overhead Camshaft，SOHC) 四行程氣冷式引擎(Four-stroke Air-cooled engine)
  - 引擎曲軸端軸承：液壓軸承(軸瓦/波斯曲軸)
  - 汽缸排列：V型60°夾角/雙汽缸
  - 總排氣量：149cm3
  - 缸徑(bore)X 行程(stoke)：45X47 公釐
  - 最大馬力：17.4ps/11000rpm
  - 最大扭力：1.22kgm/8500rpm
  - 壓縮比：10.7：1
  - 壓縮壓力：10 公斤/cm2/300r.p.m
  - 機油:
    - 潤滑方式：油槽式
    - 機油等級：Yamaha EFERO級 MA2機油
    - 定期換油量：1,800cc
    - 定期換油量(包含拆換機油濾芯時)：2,000cc
    - 引擎總油量：2,250cc
    - 機油過濾方式：濾網式(需底漏打開)、紙式濾芯(兩次換油更換紙濾一次)

- 燃油點火系統：
  - 燃油型式：無鉛汽油
  - 燃油供給：負壓式噴射霧化供油
  - 油箱容量：10L(預備油1.9L)
  - 化油器型式/廠牌/數量：BDS26/MIKUNI/2
    - 化油器油嘴號數：主噴油口 #97.5
    - 油針：前缸後缸相同4DLV8-3

  - 火星塞型式/廠牌/數量：C7HSA/NGK/2
  - 點火系統規格及廠牌：C.D.I.(電容放電)引擎轉速限制12700r.p.m. /台灣TIIC
    - 點火正時：4°(1500r/min) 35°(4000r/min)

  - 起動方式：電動/腳踩(選配)
  - 駐車方式：側駐/中駐(選配)
    - 踩發桿與中置駐車架皆為購買時候選配

- 傳動：
  - 一次減速比：85/25
  - 二次減速比：50/13
  - 變速箱：六段常嚙合齒輪式
    - 一檔齒輪比：43/16(2.688)
    - 二檔齒輪比：38/21(1.810)
    - 三檔齒輪比：33/24(1.375)
    - 四檔齒輪比：30/27(1.111)
    - 五檔齒輪比：28/30(0.933)
    - 六檔齒輪比：26/32(0.813)

- 輪框及輪胎：
  - 前輪廠牌及規格： ENKEI/ 17"X2.15" 90/80-17 46S
  - 後輪廠牌及規格： ENKEI/ 17"X2.5" 110/80-17 57S

- 剎車系統：
  - 前煞車系統
    - 總泵廠牌及規格：NISSIN12.7 公釐(1/2英吋)
    - 煞車卡鉗規格及數目：AKEBONO對向二活塞 /1
    - 煞車碟規格及數目：直徑268 公釐 厚度5 公釐 小六孔碟盤 /1

  - 後煞車系統
    - 煞車碟規格及數目：鼓式煞車 /1

- 懸吊系統：
  - 前懸吊系統
    - 避震器規格及數目：33 公釐潛望鏡式減震器 /2

  - 後懸吊系統
    - 避震器規格及數目：MONO CROSS多連桿式單槍 /1
      - 上圓桶：39X26 公釐
      - 下U型座：40X30 公釐
      - 上下鎖點中心間距：300 公釐
      - 單體外部總長：330 公釐
      - 彈簧長度：190 公釐
      - 彈簧外徑：62 公釐
      - 彈簧內徑：40 公釐
      - 彈簧線徑：11 公釐
      - 彈簧圈數：7(8)
      - 緩衝器單體外徑：32 公釐
      - 緩衝器單體長：180 公釐
      - 六段預載可調：可調整的彈簧預載量10 公釐
      - 多連桿形式：6連桿連接式 ，日本山葉Mono Cross專利技術

## 二代FZ150N
第二代YMT FZ150N上市時間為1992年。台灣山葉幫這型車加上了BREEZE(微風)的車名，和FZ1剛直線條不同是外觀採取較圓潤的設計風格，一般市面稱之為FZ2(FZ-II)。儀錶變更為速率錶、引擎轉速錶及油量計的２＋１雙圓表，油箱、前土除、胸蓋、下擾流、分離式雙座墊、側殼及梯形尾燈、副車架也全部重新設計。並和同時期的FZR2一樣增設二期環保裝置油溫控制的AIS（熱怠速空氣補償系統）、二次空氣補償裝置(PLS-AIS)、EEC蒸發油氣控制、PCV曲軸箱廢氣回流等，除此之外還更換了相較於FZ1較短的前叉(更改用冠座固定前彎把，而FZ1使用上分離把因故需要較長的前差內管)，握把也從分離把改為較高的一體式彎把，騎姿變得更偏向一般的傳統街車。

### FZ150N（機型編號3YB2）
引擎車架樣式及規格同3YB-0但有下列變更：
- 尺寸及外觀：
  - 把手型式及位置：整體式/位於上三角台上方
    - 左右平衡端子：外型較短/同FZR，重量約295g，料號開頭：3KW

  - 儀錶：速率錶 /1 轉速錶 /1 油量錶 /1
    - 儀表燈燈泡：T5鹵素燈泡 /6

- 前輪規格：
  - 製造商/型號/規格：CHENG SHIN/C-931 100/80-17 52S

- 引擎規格：
  - 引擎開始打刻號碼：3YB-500101

- 燃油點火系統：
  - 油箱規格及型式：修改外型，具備油量浮子
  - 化油器型式：
    - 化油器油嘴號數：主噴油口 前缸#97.5 後缸#92.5
    - 油針：前缸4FJZ1-3 後缸4DXZ-3

  - 點火系統規格：
    - 點火正時：5°(1500r/min) 36°(4000r/min)

- 增加環保裝置：
  - 油溫控制的AIS(熱怠速空氣補償系統)
  - 二次空氣補償裝置(PLS-AIS)
  - EEC蒸發油氣控制
  - PCV曲軸箱廢氣回流裝置

## 停產
20世紀末由於產品銷售週期趨於末期，產品更新趨於停滯，台灣山葉(YMT)因應母廠生產定位，所以台灣山葉(YMT)無後續繼任車種研發計畫。最終台灣山葉(YMT)在1998年終止了YMT FZR150/YMT FZ150全車系的生產。

## 同名車種
2008年，印度YAMAHA發表了新一代FZ輕擋車，因153CC的排氣量而將之命名為FZ16。
2014年，越南YAMAHA也發表了一台車型為FZ150I的新車，為上述FZ16的改款車種。
2018年，FZ-S Fi V2.0，全新設計Blue Core引擎排量為149cc。
但以上車種除了名稱以外，皆與台灣YAMAHA的FZ車系沒有關聯。

## FZ零件停產及零件留用
YMT FZR族系於1998年全面停產。目前除車上少數與台灣山葉車種通用零件,大多數零件已經斷料，台灣山葉原廠模具也於法定時間後全數銷毀，日製零件大多數也停產。也因為台灣山葉此車系沒有外銷過，所有零件維修必須找庫存零件或是殺肉。
與日本製造的XV250、XV125、SRV250引擎部分零件可以通用，而美國與中國大陸亦還有XV250族系(66公厘曲軸系列)噴射引擎新車生產；前懸吊系統與剎車系統也與同年代日本山葉車子部分通用，後剎車系統可直接替換同車系FZR150。

## 延伸阅读
- 台灣山葉機車公司《FZR150/FZ150N使用手冊1992年版》
- 台灣山葉機車公司《FZR150維修手冊及增訂版維修手冊》